# Lorenzo Montecalvo
Lorenzo Montecalvo, poznat i kao Pater Lorenzo (Castelluccio dei Sauri, 25. travnja 1945. – Napulj, 21. veljače 2021.), talijanski katolički svećenik, redovnik vokacionist, propovjednik i duhovni pisac, pokretač Sjemena (tal. Il Granelino), dnevnih evanđeoskih promišljana prenošenih na deset jezika.
Prve zavjete u Družbi vokacionista polaže 21. rujna 1963., a za svećenika je zaređen 30. svibnja 1970. u katedrali u Newarku. Obnašao je dužnost župnika u više napuljskih župa (S. Maria di Bellavista, Tijela Kristovog, Kraljice krunice i Svete obitelji u Pianuri) i duhovnik Neokatekumenskog puta u njima.
Bio je glavni urednik časopisa za vokacionističku duhovnost Spiritus Domini i osnivač Sjemena. Često je gostovao na Radio Mariji.

## Vanjske poveznice
|  | Wikicitati imaju zbirke citata o temi Lorenzo Montecalvo |

- Sjeme na Facebooku